# Contea di Huade
La contea di Huade (化德县S, Huàdé XiànP) è una contea della Cina, situata nella regione autonoma della Mongolia Interna e amministrata dalla prefettura di Ulaan Chab.